# Епархия Вила-Реала
Епархия Вила-Реала (лат. Dioecesis Villaregalensis) — епархия Римско-Католической церкви с центром в городе Вила-Реал, Португалия. Епархия Вила-Реала входит в митрополию Браги. Кафедральным собором епархии Вила-Реала является церковь святого Доминика.

## История
20 апреля 1922 года Римский папа Пий XI выпустил буллу Apostolicae Praedecessorum Nostrorum, которой учредил епархию Вила-Реала, выделив её из епархий Браганса и Миранды (сегодня — Епархия Браганса-Миранды), Ламегу и архиепархии Браги.

## Ординарии епархии
- архиепископ João Evangelista de Lima Vidal (23.05.1923 — 31.05.1933)
- епископ António Valente da Fonseca (31.05.1933 — 10.01.1967)
- епископ António Cardoso Cunha (10.01.1967 — 19.01.1991)
- епископ Joaquim Gonçalves (19.01.1991 — 17.05.2011)
- епископ Amândio José Tomás (с 17 мая 2011 года)[1]

## Источник
- Annuario Pontificio, Libreria Editrice Vaticana, Città del Vaticano, 2003, ISBN 88-209-7422-3